# Pseudophacidium piceae
Pseudophacidium piceae är en svampart som beskrevs av E. Müll. 1963. Pseudophacidium piceae ingår i släktet Pseudophacidium och familjen Ascodichaenaceae.   Inga underarter finns listade i Catalogue of Life.